# Daniel Peters (Eishockeyspieler)
Daniel „Dan“ Peters (* 24. November 1977 in Saint Paul, Minnesota) ist ein ehemaliger US-amerikanischer Eishockeyspieler, der während seiner Karriere unter anderem für die Frankfurt Lions aus der Deutschen Eishockey Liga aktiv war.

## Karriere
Peters begann seine Karriere im Jahr 1994 in der East Coast Hockey League bei den Omaha Lancers, für die er in zwei Spielzeiten 82 Partien absolvierte und dabei 60 Scorerpunkte erzielen konnte. Im Sommer 1996 entschloss er sich für ein Studium am Colorado College. Dort war er folglich für das Eishockeyteam in der Collegeliga Western Collegiate Hockey Association, einer Liga im Spielbetrieb der NCAA, aktiv. 
Der Defensivspieler gehörte bei den Colorado College Tigers zu den Leistungsträgern des Teams und war zudem einer der punktbesten Verteidiger. Nachdem er sein Studium nach der vorgeschriebenen Zeit von vier Jahren beendet hatte, konnte er insgesamt 136 absolvierte Ligaspiele für die Tigers aufweisen, in denen er 76 Punkte erzielte. Zur Saison 2000/01 wechselte er, ohne je von einem Team aus der National Hockey League gedraftet zu werden, in die American Hockey League zu den Philadelphia Phantoms. 
Dan Peters blieb drei Spielzeiten in Philadelphia und erhielt während dieser Zeit nie die Chance, sich in der NHL zu beweisen. Schließlich forcierte er 2003 einen Wechsel nach Europa, wo die Verantwortlichen der Frankfurt Lions aus der Deutschen Eishockey Liga auf den damals 25-jährigen aufmerksam wurden und ihn mit einem Einjahresvertrag ausstatteten. Peters konnte mit den Lions das Play-off-Finale der Saison 2003/04 erreichen und dort den Favoriten Eisbären Berlin mit 3:1 Spielen besiegen. Der US-Amerikaner konnte mit den Lions somit in seiner ersten Spielzeit die Deutsche Meisterschaft gewinnen.
Sein Vertrag wurde jedoch zum Ende der Spielzeit nicht verlängert und so kehrte der Linksschütze nach Nordamerika zurück, wo ihn die Atlantic City Boardwalk Bullies aus der ECHL unter Vertrag nahmen. Peters beendete im Sommer 2005 seine aktive Eishockeykarriere im Alter von 27 Jahren.

### International
Peters wurde 1997 für die US-amerikanische Juniorennationalmannschaft nominiert, mit der er im gleichen Jahr an der Junioren-Weltmeisterschaft in der Schweiz teilnahm. Dort erreichte er mit seinem Team nach einer Finalniederlage gegen Kanada den zweiten Platz. Der Linksschütze kam in fünf Spielen zum Einsatz und erzielte dabei keinen Scorerpunkt.

## Erfolge und Auszeichnungen
- 2004 Deutscher Meister mit den Frankfurt Lions